# اما کورین
اما لوئیس کورین (انگلیسی: Emma-Louise Corrin؛ زادهٔ ۱۳ دسامبر ۱۹۹۵) بازیگر بریتانیایی است. او دایانا، شاهدخت ولز را در فصل چهارم مجموعهٔ درام تاریخی نتفلیکس، تحت عنوان تاج (۲۰۲۰) به تصویر کشید و برندهٔ گلدن گلوب و نامزد امی پرایم‌تایم شد. او از آن زمان در فیلم‌های درام عاشقانهٔ سال ۲۰۲۲ پلیس من و معشوق بانو چترلی و مینی‌سریال هیجان‌انگیز قتلی در پایان دنیا (۲۰۲۳) بازی کرده است. او در سال ۲۰۲۴ نقش کاساندرا نوا را در فیلم ابرقهرمانی ددپول و ولورین بازی کرد.

## اوایل زندگی
اما لوئیز کورین در ۱۳ دسامبر ۱۹۹۵ در رویال تونبریج ولز، کنت متولد شد. پدر او، کریس کورین، یک تاجر و مادرش، ژولیت کورین، یک گفتار درمانگر از آفریقای جنوبی است. او دو برادر کوچکتر به نام‌های ریچارد و جانتی دارد. خانواده او در سیل، کنت مستقر هستند.
کورین به مدرسه والدینگهام کاتولیک رومی در ساری، که یک مدرسه شبانه‌روزی دخترانه است، رفت و در آنجا علاقه خود را به بازیگری و رقص توسعه داد. او طی یک سال، دوره شکسپیر را در آکادمی موسیقی و هنر دراماتیک لندن گذراند و به عنوان معلم در مدرسه‌ای در کنیسنا، آفریقای جنوبی داوطلب شد. او نمایش‌ را در دانشگاه بریستول خواند، اما از سال ۲۰۱۵ تا ۲۰۱۸ برای تحصیل انگلیسی، درام و هنر به کالج سنت جان، کمبریج رفت.

## زندگی شخصی
در ژوئیه ۲۰۲۱، کورین به عنوان کوئیر ظاهر شد و ضمایر جنسیت خود را در اینستاگرام به "she/they" تغییر داد. او بعداً در مصاحبه‌ای با نیویورک تایمز دربارهٔ نان‌باینری بودن بحث کرد.

## فیلم‌شناسی

### فیلم
| سال  | عنوان            | نقش               | توضیحات      | منا.          |
| ---- | ---------------- | ----------------- | ------------ | ------------- |
| ۲۰۱۷ | Cesare           | میکا              |              | [ ۸ ]         |
| ۲۰۱۸ | رؤیای الکس       | بث                | فیلم کوتاه   | [ ۹ ]         |
| ۲۰۲۰ | بدرفتاری         | جیلیان جساپ       |              | [ ۱۰ ]        |
| ۲۰۲۱ | The Pet Psychic  | اِما               | فیلم کوتاه   | [ ۱۱ ]        |
| ۲۰۲۲ | پلیس من          | ماریون تیلر       |              | [ ۱۲ ]        |
| ۲۰۲۲ | معشوق بانو چترلی | بانو چاترلی       |              | [ ۱۳ ]        |
| ۲۰۲۳ | عجب              | هنرمند اجرای جوان | حضور افتخاری | [ ۱۴ ]        |
| ۲۰۲۴ | ددپول و ولورین   | کاساندرا نوا      |              | [ ۱۵ ]        |
| ۲۰۲۴ | نوسفراتو         | آنا هاردینگ       |              | [ ۱۶ ] [ ۱۷ ] |

### تلویزیون
| سال  | عنوان              | نقش                | توضیحات                | منا.          |
| ---- | ------------------ | ------------------ | ---------------------- | ------------- |
| ۲۰۱۹ | گرانچستر           | استر کارتر         | قسمت: «۴٫۴»            | [ ۱۸ ]        |
| ۲۰۱۹ | پنی‌ورث             | ازمه وینیکوس       | نقش تکرارکننده (فصل ۱) | [ ۱۸ ]        |
| ۲۰۲۰ | تاج                | دایانا، شاهدخت ولز | نقش اصلی (فصل ۴)       | [ ۱۹ ]        |
| ۲۰۲۲ | ده درصد            | خودش               | نقش مهمان              | [ ۲۰ ]        |
| ۲۰۲۳ | قتلی در پایان دنیا | داربی هارت         | نقش اصلی               | [ ۲۱ ] [ ۲۲ ] |